# Poole Harbour

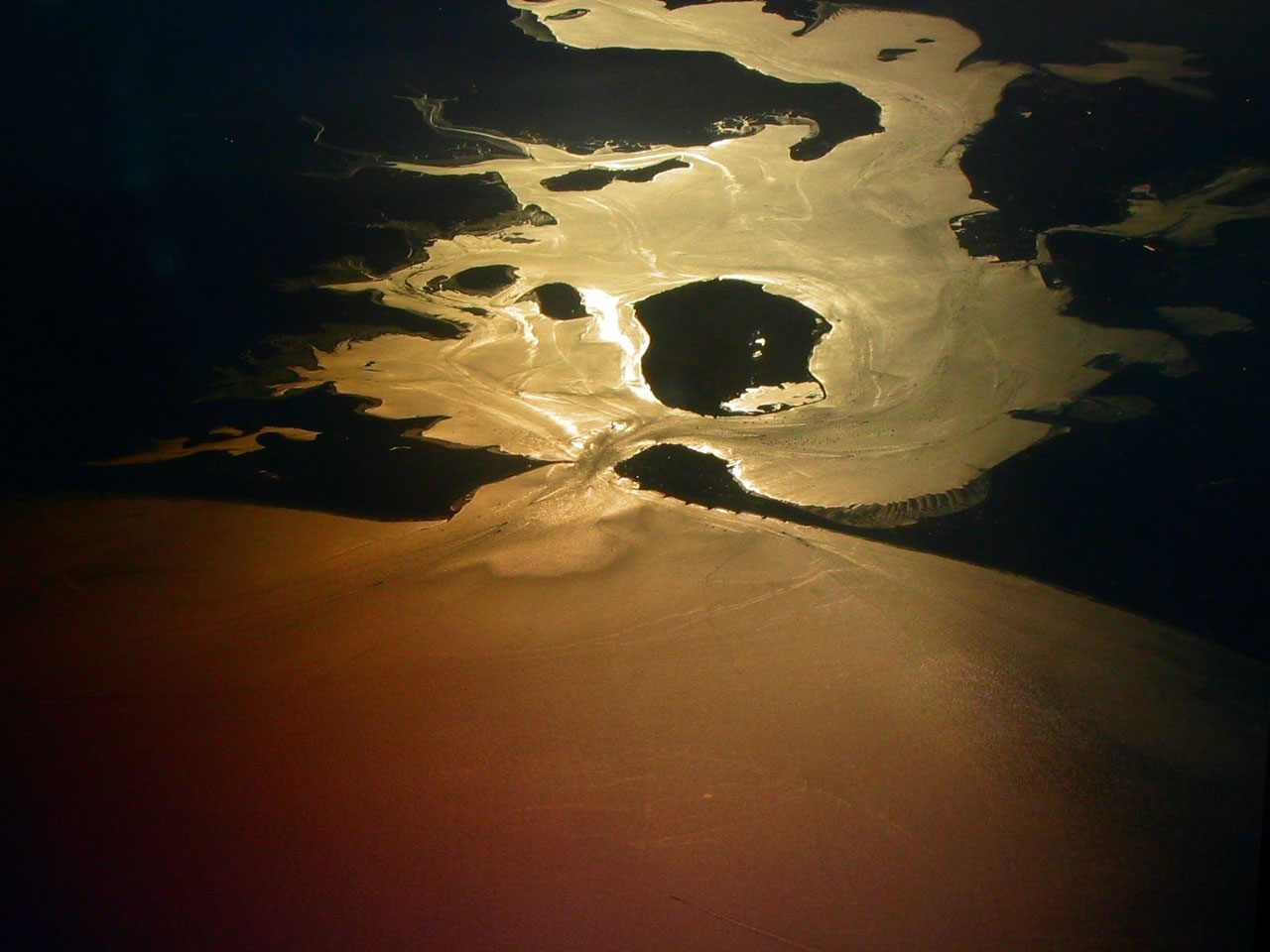
Poole Harbour

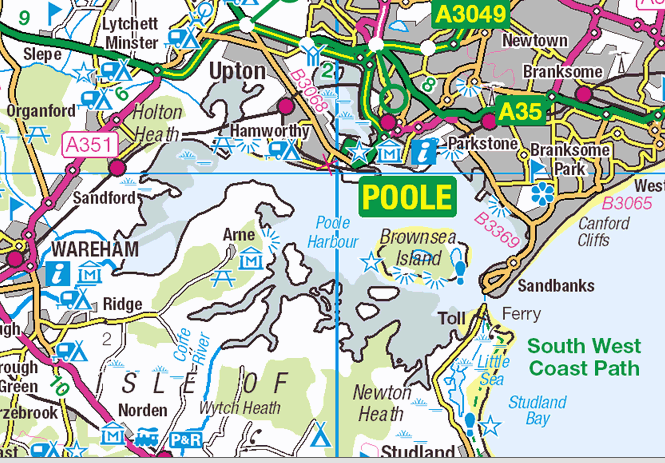
Poole Harbour

Poole Harbour är en hamn i kommunen Bournemouth, Christchurch and Poole i Dorset, södra England, med städerna Poole och Wareham på dess stränder. Hamnen är en dränkt dal som bildades under slutet av den senaste istiden och är estuarium till ett flertal floder, där den största är floden Frome. Hamnen har en lång historia av mänsklig besittning som sträcker sig ända tillbaka till före Romarrikets tider. Hamnen är väldigt grund (medeldjup 48 cm). Poole är Storbritanniens största naturliga hamn.